# Малімон Ярослав Григорович
Ярослав Григорович Малімон — старший солдат Збройних сил України, учасник російсько-української війни, що загинув у ході російського вторгнення в Україну.

## З життєпису
Народився 1978 року. Закінчив Соснівську ЗОШ № 7; 1996-го — Червоноградський професійний гірничо-будівельний ліцей — за професією «електрослюсар черговий». З 2010 року працював на шахті «Великомостівська» ДП «Львіввугілля».
Учасник бойових дій. 24 лютого 2022 року першою маршруткою з Соснівкин з іншими соснівчанами поїхав у військкомат — повістка йому прийшла, але вручати вже не було кому.
Загинув 5 березня 2022 року у танковому бою під Попасною.
Без Ярослава лишилися дружина і двоє дітей — Яна 2010 р.н. і Максим 2012 р.н.
Похований 14 березня 2022 року в селі Заболоття.

## Нагороди
- орден «За мужність» III ступеня (2022, посмертно) — за особисту мужність і самовіддані дії, виявлені у захисті державного суверенітету та територіальної цілісності України, вірність військовій присязі.